# Conner Rousseau
Conner Rousseau, né le 13 novembre 1992 à Saint-Nicolas, est un homme politique belge flamand, membre du parti Vooruit. Il en devient président en novembre 2019 à l'âge de 26 ans. Il annonce sa démission en novembre 2023 à la suite de la polémique liée à des propos racistes qu'il a tenus mais redevient président en juillet 2024.

## Biographie

### Parcours scolaire et professionnel
Fils de l'ancienne bourgmestre de Saint-Nicolas, la sénatrice sp.a Christel Geerts, Conner Rousseau est juriste de formation issu de l'université de Gand, il a officié comme conseiller en communication de l'ancienne ministre Freya Van den Bossche et de John Crombez, président du sp.a. Conner Rousseau est aussi l'arrière-petit-fils de Maria Desmet-Delrue, une des premières sénatrices belges.

### Parcours politique
Choisi par les socialistes flamands comme tête de liste aux régionales de mai 2019 en Flandre-Orientale, il récolte 17.438 votes de préférence. Il est par la suite désigné nouveau chef de file des socialistes au Parlement flamand.
Le 8 novembre 2019, Conner Rousseau est élu président du parti socialiste flamand sp.a aux côtés de sa colistière Funda Oru. Sous sa présidence, le parti change de nom et devient Vooruit (En avant). En juin 2023, Rousseau était le seul candidat à être réélu président du Vooruit avec 95,6 %.
Le 17 novembre 2023, à la suite de la polémique liée à des propos racistes qu'il a tenus, il annonce sa démission de président de parti alors qu’il venait d’être désigné tête de liste pour les législatives de juin 2024. Le 7 décembre 2023, Rousseau a également annoncé sa démission en tant que membre du Parlement flamand.  Après sa démission en tant que député, Rousseau a fondé sa société individuelle The Extra Mile, à travers laquelle il a fourni des conseils stratégiques et des conseils en communication à des entreprises, principalement aux Pays-Bas. 
Le 10 avril 2024, il est finalement annoncé comme dernier de liste pour les élections régionales dans la circonscription de Flandre-Orientale, ce qui ne le rend éligible que s'il obtient suffisamment de votes préférentiels. Il précise d’ailleurs qu’il arrêtera la politique s'il n'est pas élu. Lors des élections du 9 juin, il a obtenu le plus grand nombre de votes de préférence en Flandre-Orientale avec 75 801 voix et a donc été élu.  Rousseau reprit alors son siège au Parlement flamand.
Après les élections, Melissa Depraetere a décidé de ne pas se présenter aux nouvelles élections présidentielles convoquées à Vooruit, après quoi Rousseau a demandé à être réélu président du parti. Après la clôture des candidatures, il s’est avéré que Rousseau était le seul candidat pour le poste.  Il a été réélu président le 18 juillet 2024 avec 94 % des voix.
Lors des élections locales d’octobre 2024, Rousseau était le chef du parti Vooruit dans la ville de Sint-Niklaas et donc candidat à la mairie.  Les socialistes progressent solidement et voient leur nombre de sièges plus que doubler (de 5 à 12 sièges), mais la N-VA du maire sortant Lieven Dehandschutter reste le plus grand parti de la ville, de sorte que Rousseau ne peut prétendre à la mairie. Un collège échevinal se forme alors composé de la N-VA, du Vooruit et du CD&V.  Rousseau n’adhéra pas au collège des maires et échevins, bien qu’il ait siégé au conseil municipal.

## Prises de position
Lors d'une interview à la VRT le 9 décembre 2020, Conner Rousseau évoque la possibilité d'empêcher certaines femmes de procréer, ce dans le cas où l'un de ses enfants lui aurait été préalablement retiré, et dans le cas ou cette future mère serait en situation de toxicomanie. Conner Rousseau évoque en particulier la mise en œuvre de sanctions et une interdiction provisoire de procréer pour ces femmes.
En avril 2022, dans une interview à l'hebdomadaire flamand Humo, il suscite un tollé avec ces propos : « Quand je roule dans Molenbeek, moi non plus, je ne me sens pas en Belgique. » qui sont jugés méprisants, stigmatisants et xénophobes sur la diversité ethnique à Bruxelles, et particulièrement à Molenbeek qui choquent jusque dans son propre parti, et les autorités politiques de la commune de Molenbeek. Le président du Vlaams Belang Filip Dewinter et le leader du PVV Geert Wilders relancent leur projet de réaliser leur « islam safari », dans cette commune bruxelloise,.
En avril 2023, il plaide pour enlever les allocations de chômage au bout de deux ans aux demandeurs d'emploi s'ils n'acceptent pas un « emploi de base ».
En mai 2023, il annonce vouloir s'attaquer à l'immigration incontrôlée.

## Poursuites judiciaires
En septembre 2023, une enquête est ouverte contre Conner Rousseau pour s’être adressé à des policiers lors d’une « soirée trop arrosée » en les invitant à utiliser davantage « la matraque » à l’égard « des Roms et autres tziganes » accusés de salir les rues de sa ville. Une association de Roms a par la suite déposé plainte pour ses propos jugés racistes. Pour éviter un procès, il accepte de suivre une thérapie, pour prendre conscience de « l’impact des mots ». Il devra se rendre dans une caserne de la ville de Malines, lieu de mémoire de la déportation des juifs de Belgique,.

## Télévision
En 2020, il participe à la dix-huitième saison (nl) du jeu télévisé De Slimste Mens ter Wereld (nl), où il abandonne après sept participations.
En 2022, il participe à la deuxième saison de l'émission belge The Masked Singer. Il y arrive lors de l'épisode 4, et termine à la 3e position lors de l'épisode 10.

## Mandats politiques
- Depuis le 18 juin 2019 : député au Parlement flamand.